# Achille Dellarole
Achille Dellarole (Pezzana, 17 luglio 1902 – Chivasso, 5 settembre 1984) è stato un calciatore italiano, di ruolo difensore.

## Carriera
Giocò in Serie A nella Pro Vercelli.
Morì nel 1984, a 82 anni.